# Zeidelevka
Zeidelevka (en rus: Зейделевка) és un poble de l'óblast de Lípetsk, a Rússia, que el 2013 tenia 47 habitants. Pertany al districte rural de Griazi.